# 臨済寺 (静岡市)
臨済寺（りんざいじ）は、静岡市葵区大岩町にある、臨済宗妙心寺派の禅寺。山号は大龍山、同派の専門道場である。駿河の戦国大名・今川家の菩提寺で、今川館（現在の駿府城）の北西に当たる賤機山（しずはたやま）の麓に位置する。なお賤機山山頂には今川家の詰城である賤機山城があった。

## 歴史

### 今川時代
享禄年間（1528年 – 1532年）に、今川氏親が、出家した子・栴岳承芳（せんがくしょうほう、後の今川義元）のために、母・北川殿（今川義忠室、伊勢宗瑞姉）の別邸跡に、太原雪斎を招き建立した寺院・善得院が前身である。
天文5年（1536年）、栴岳承芳の兄・今川氏輝が急逝したため、今川家の家督を巡る「花倉の乱」が起こった。この内訌で弟の玄広恵探を破り家督を次いだ今川義元は、同年、氏輝を当寺に葬った（法名・臨済寺殿用山玄公）。この際に、「善得院」を氏輝の法名に由来する「臨済寺」と改め、京都妙心寺霊雲院の大休宗休を開山とした。そして、実際の運営を掌る2代目の住持として、大休宗休の弟子・太原崇孚雪斎が招かれた。
雪斎は、当寺を駿河の勅願寺に昇格させた上、天文23年（1554年）には「歴代序略」臨済寺雪斎書院刊を出版するなどして今川領国内に臨済宗を広げたため、寺勢は大いに興隆した。さらに雪斎は、当寺の住持の任にありながら、戦国大名・今川氏の軍師として、義元の下で政治・軍事・外交に秀でた手腕を発揮してこれを補佐した。
当寺がある賤機山麓の大岩には、6代範政墓所の今林寺、7代範忠墓所の宝処寺、8代義忠墓所の長保寺、さらには義元の桶狭間での戦死後に12代氏真が義元墓所として建立した天沢寺など多くの歴代今川氏縁の寺院があったとされるが、その多くが廃寺となり当寺に吸収されている。そのため当寺には、氏輝・義元らの墓所があるとともに、歴代今川当主の位牌が安置されている。

### 徳川時代以降
永禄11年（1568年）、今川氏・北条氏との甲相駿三国同盟が手切となり武田信玄による駿河侵攻が開始され、駿府城下に火が懸けられたため、臨済寺の堂宇も灰燼に帰した。しかし、天正10年（1582年）の武田氏滅亡後に駿河を領有した徳川家康が正親町天皇の勅命によって復興・整備を進め、現在も残る本堂が再建されるなど盛時の姿を取り戻した。
当寺は、今川氏人質時代の家康（松平竹千代）が教育を受けたところとしても知られており、駿府が徳川幕府直轄地となった江戸期を通じて徳川氏の手厚い庇護を受けた。

## 伽藍

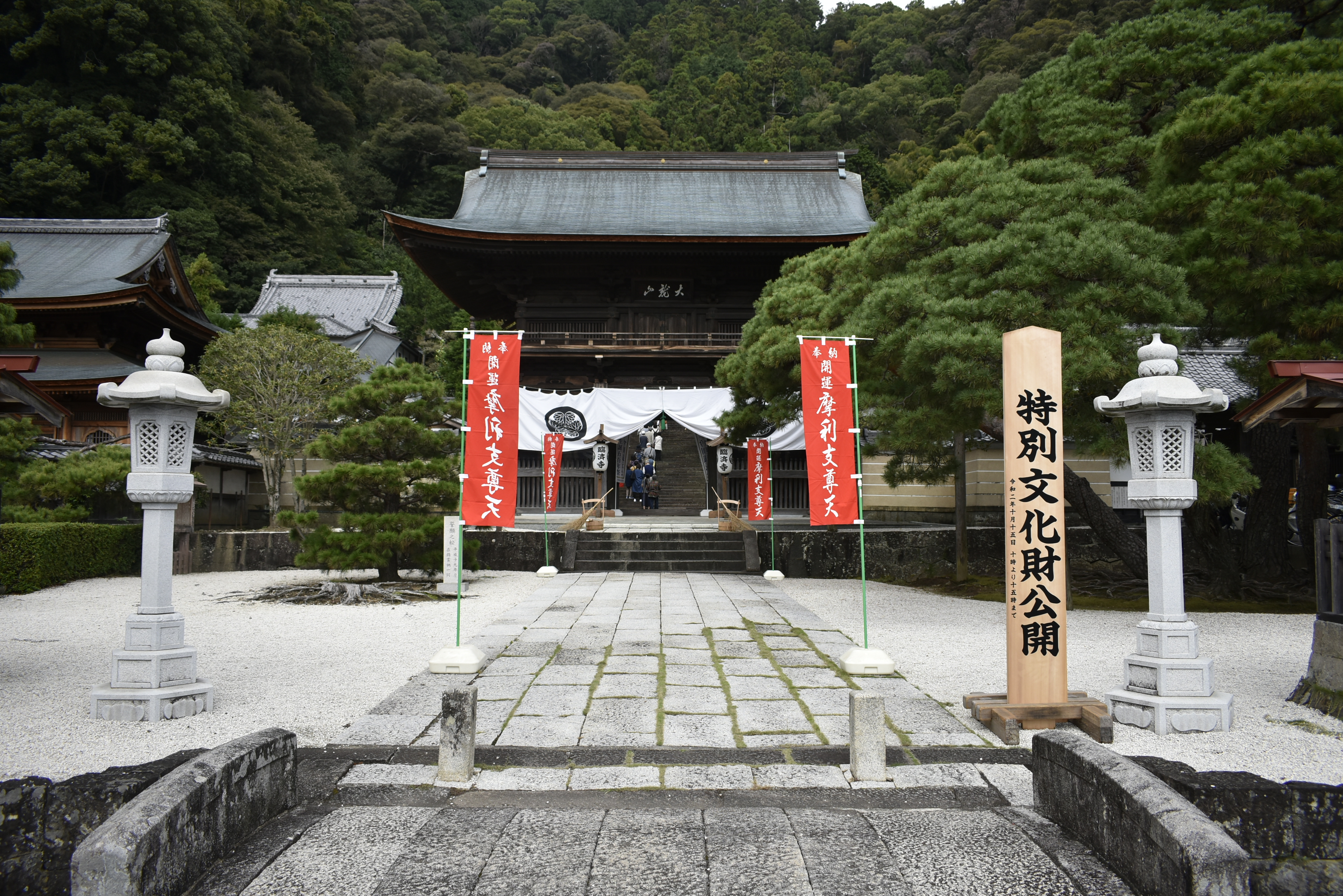
摩利支天祈祷会(2020年10月)

境内は参観自由であるが、現在も僧堂は修行僧の専門道場となっており、建造物・庭園内は春・秋の年2日、特別公開が行われる以外は非公開である。春の特別公開は、今川義元の命日にあたる5月19日に、秋の特別公開は、摩利支天祈祷会が執り行われる10月15日である。
本堂（大方丈）
国の重要文化財。江戸時代前期の建立。入母屋造、こけら葺で、方丈形式の平面をもつ本堂である。駿河の勅願寺であったことを示す「勅東海最初禅林」の額が掲げられている。
山門
神仏分離により静岡浅間神社から移設された仁王像が安置されている。また、山号「大龍山」の額は、徳川慶喜の揮毫によるものである。
大書院
内部に竹千代御手習いの間がある。
書院
座禅堂
摩利支尊天信仰の外郭団体である開運講が、年に一度招かれ講中斎が開かれる。
新仏殿
1997年（平成9年）建立。
茶室「夢想庵」
鐘楼
通用門
庭園
国の名勝。賤機山の斜面を利用し、天正年間（1573年 - 1592年）に築造された池泉回遊式の庭園。

## 文化財

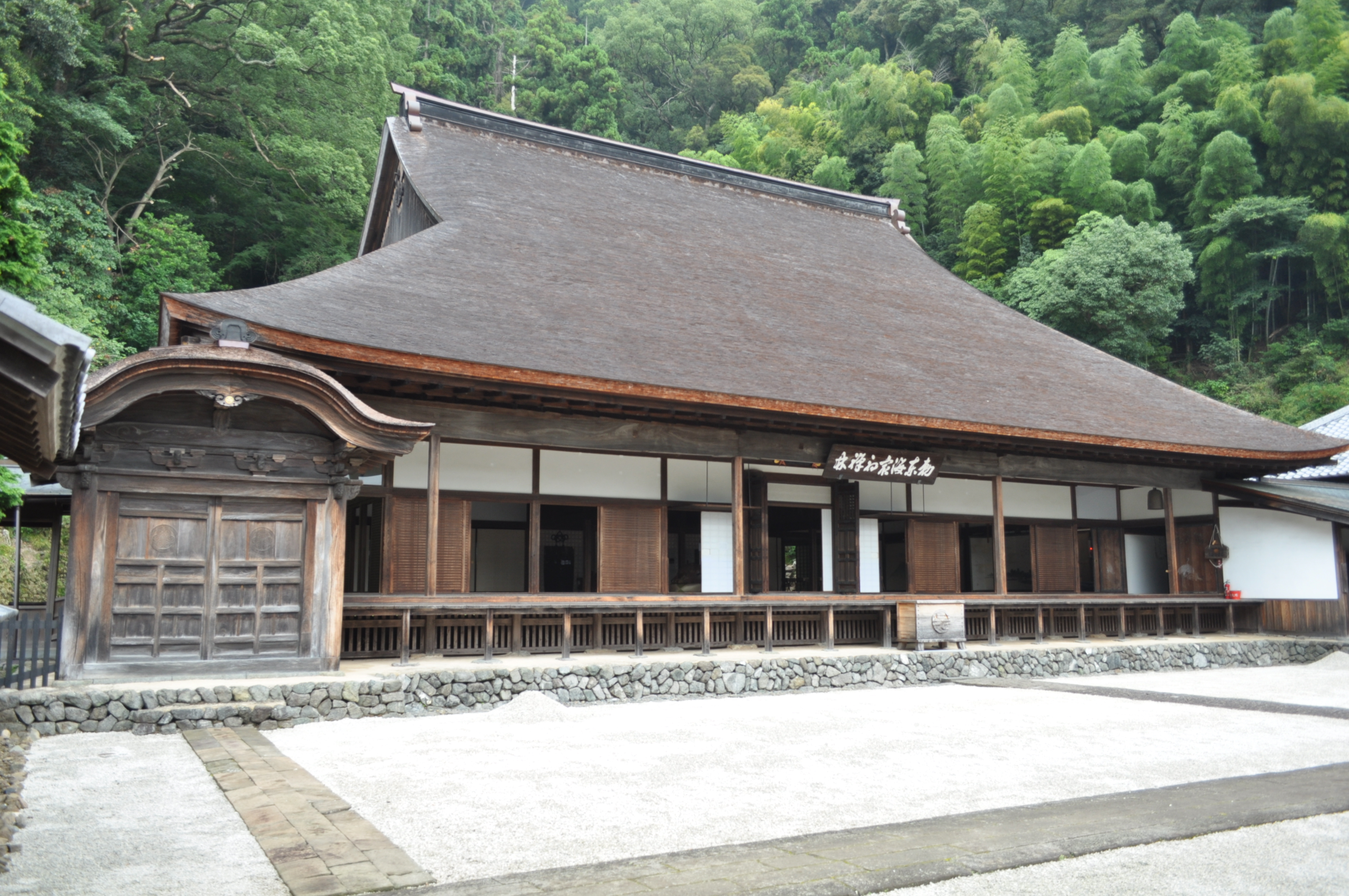
本堂

### 重要文化財（国指定）
臨済寺本堂
江戸時代前期（17世紀）建立。桁行22.7m、梁間16.8m、一重、入母屋造、こけら葺。1983年（昭和58年）1月7日重要文化財指定。
臨済寺は今川氏親の創立した寺院で、武田信玄、徳川家康両度の兵火を受け再建された。

### 名勝（国指定）
臨済寺庭園
1936年（昭和11年）9月3日指定

### 静岡県指定有形文化財
- 絹本著色大休和尚画像（絵画） - 1956年（昭和31年）1月7日指定
- 千鳥図屏風 一双（絵画） - 1957年（昭和32年）5月13日指定。元和2年（1616年）、駿府城で病臥していた家康への見舞いの勅使が、当寺に宿泊していた際に使用されたものだとされる。
- 鉄山釜 - 1956年（昭和31年）1月7日指定

### その他の文化財
- 今川義元坐像
- 太原雪斎像
- 今川氏発給文書
- 一休禅師書
- 徳川慶喜書

## 歴代名墓
境内墓地の最上段には、今川氏輝の墓や雪斎の墓、天正18年（1590年）、家康が関東移封となった後に駿府城主となった豊臣家臣・中村一氏の墓がある。

## 交通アクセス
鉄道
- JR東海道本線 - 静岡駅から徒歩30分

路線バス
- 静鉄バス -  静岡駅前16番乗り場（三菱UFJ銀行前）から「中原池ケ谷線・71 唐瀬（からせ）営業所行き」にて臨済寺前（バス停名は通称の“りんさいじ”を使用）下車徒歩3分

自動車
- 東名 - 静岡ICより15分
- 新東名 - 新静岡ICより15分

## ギャラリー

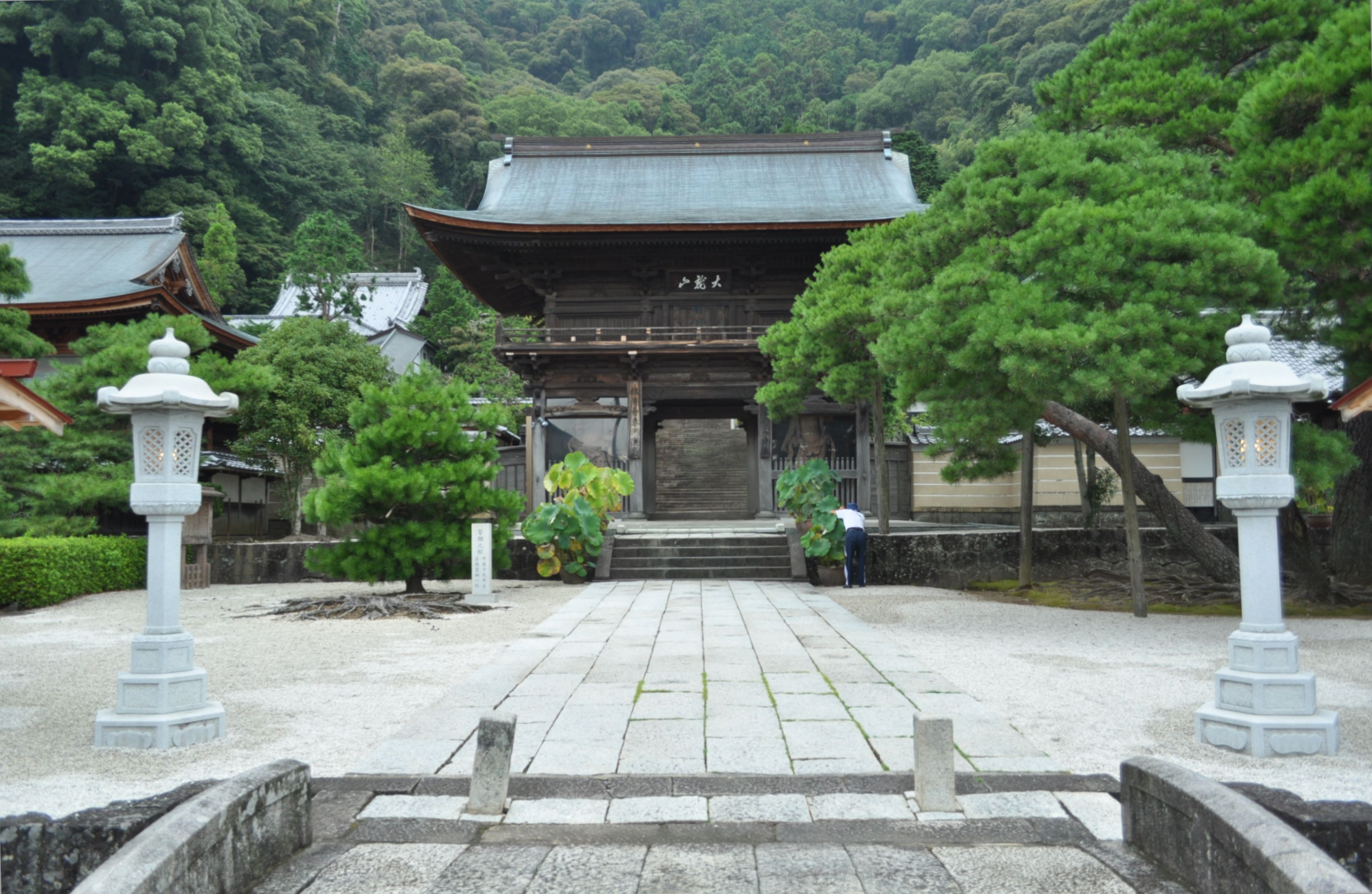
参道より山門を見る
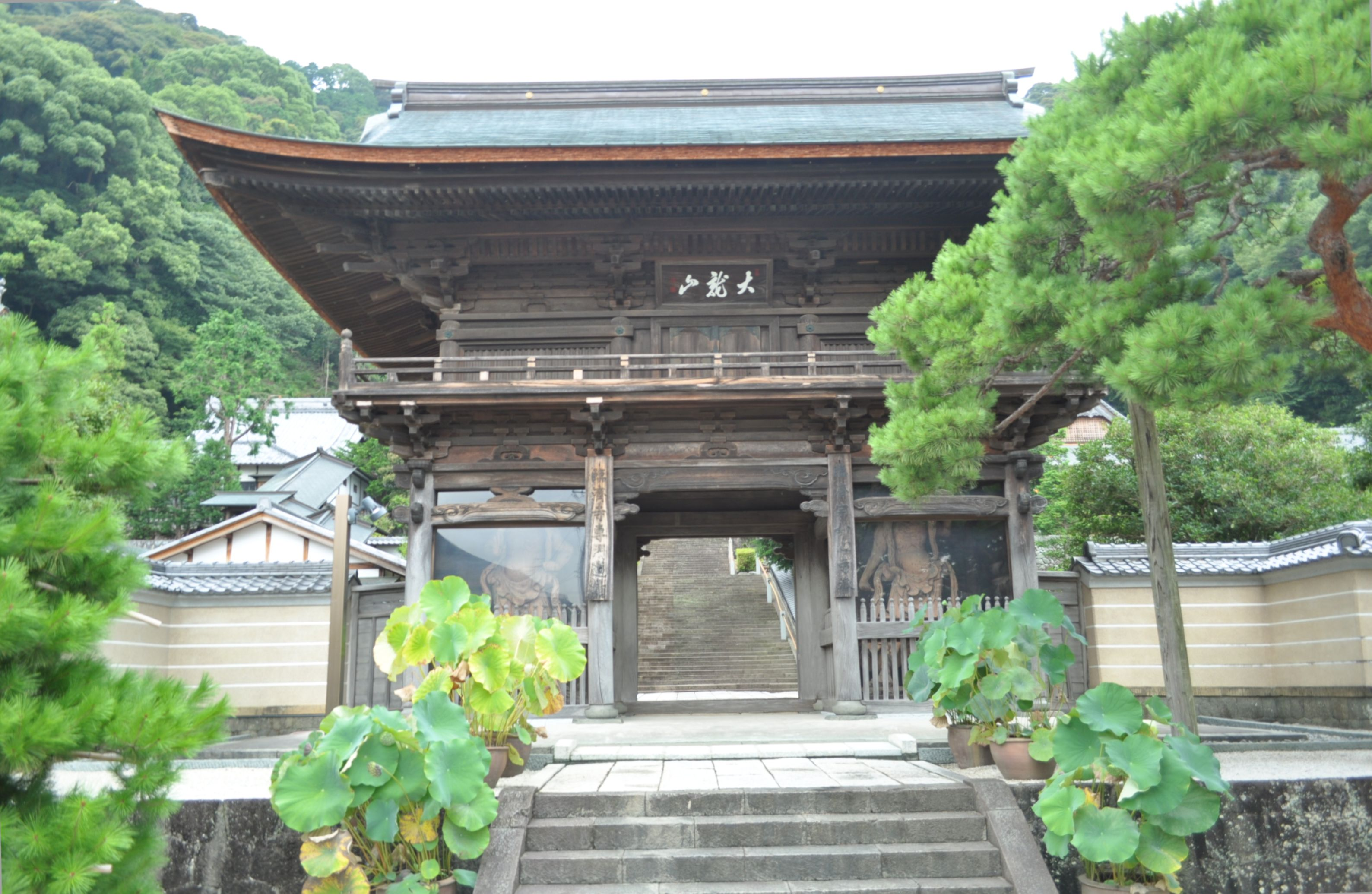
参道より山門を見る
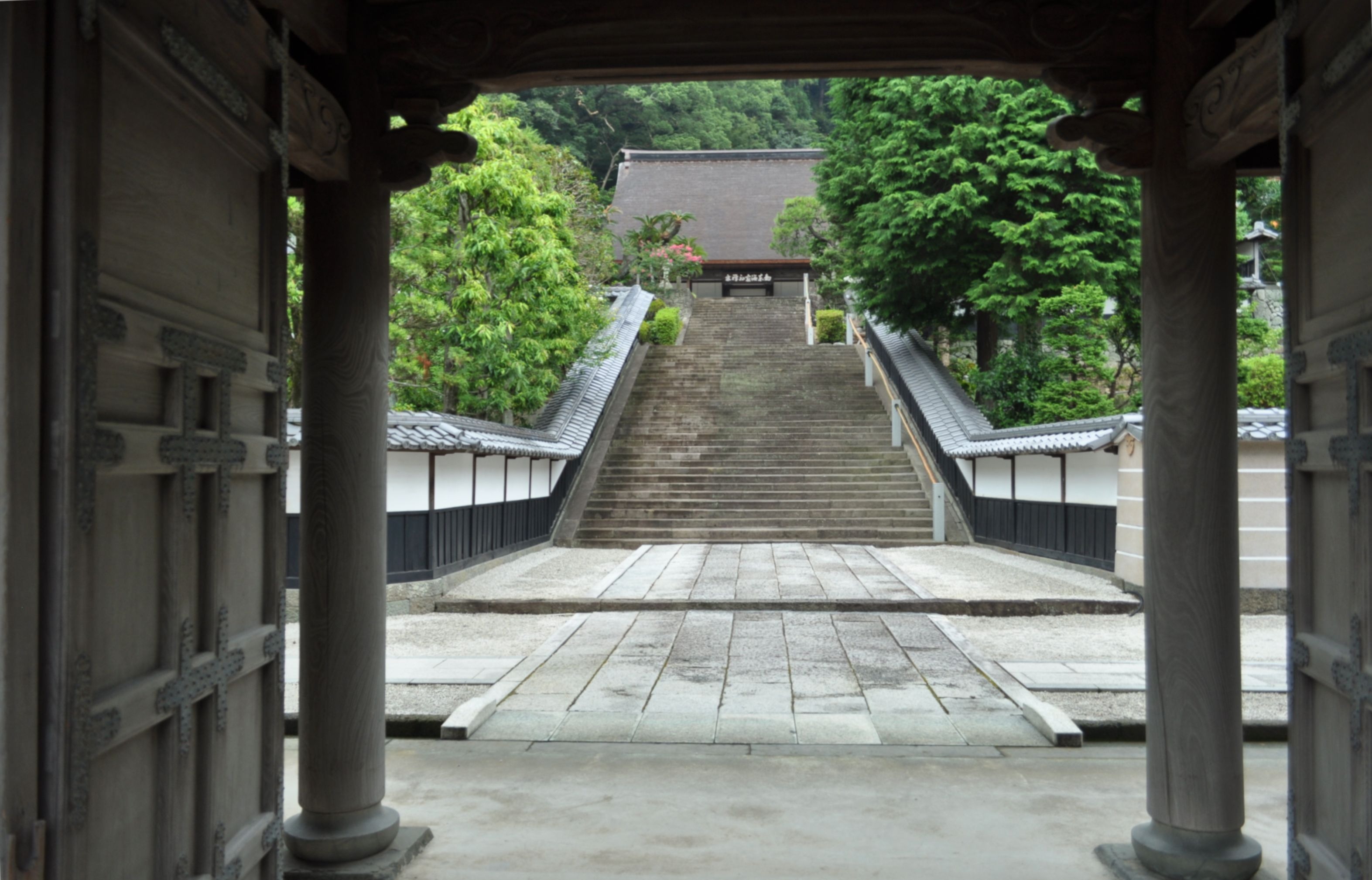
山門より本堂と参道の石段を見る
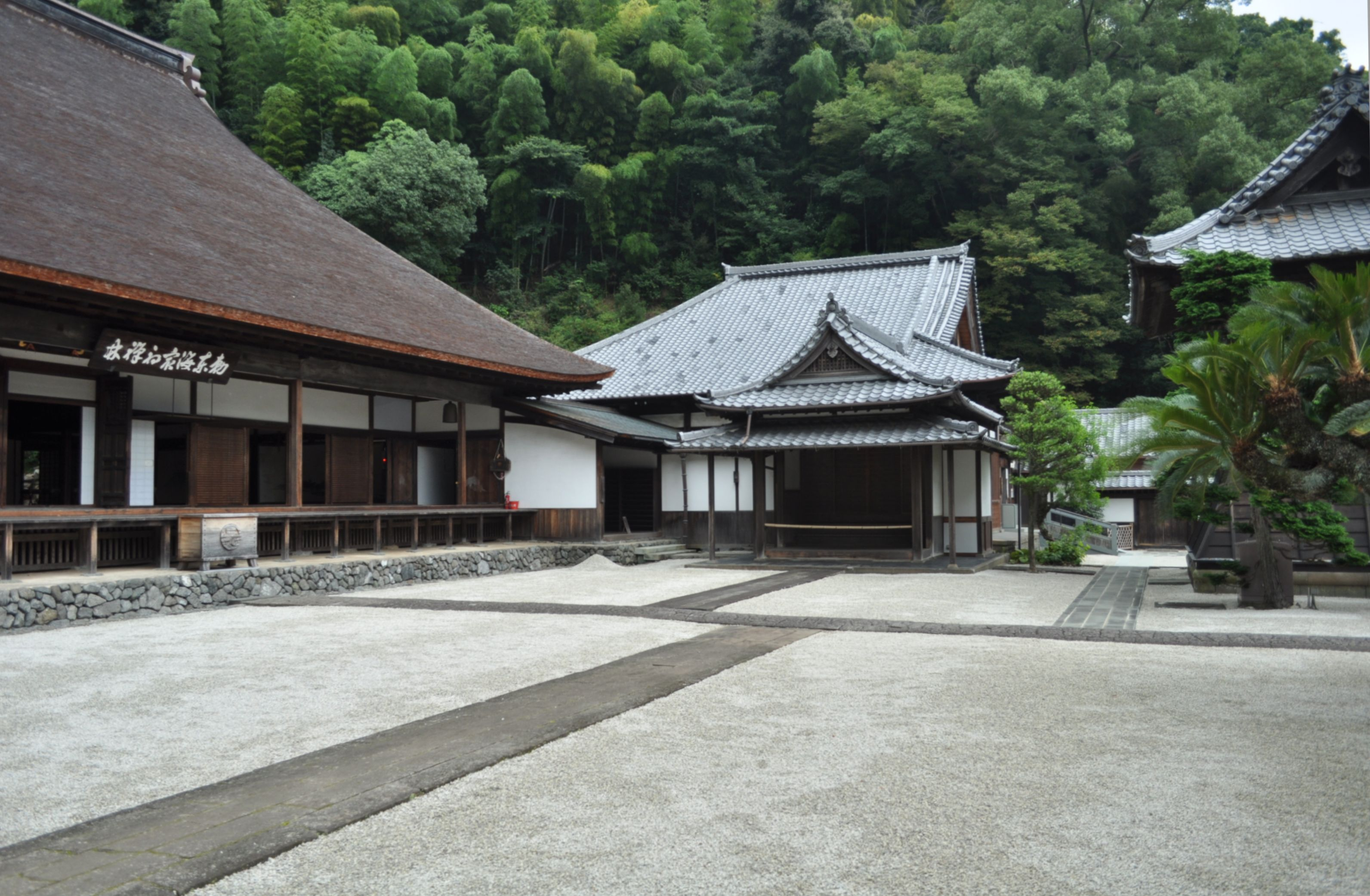
南西側より本堂と大書院を見る
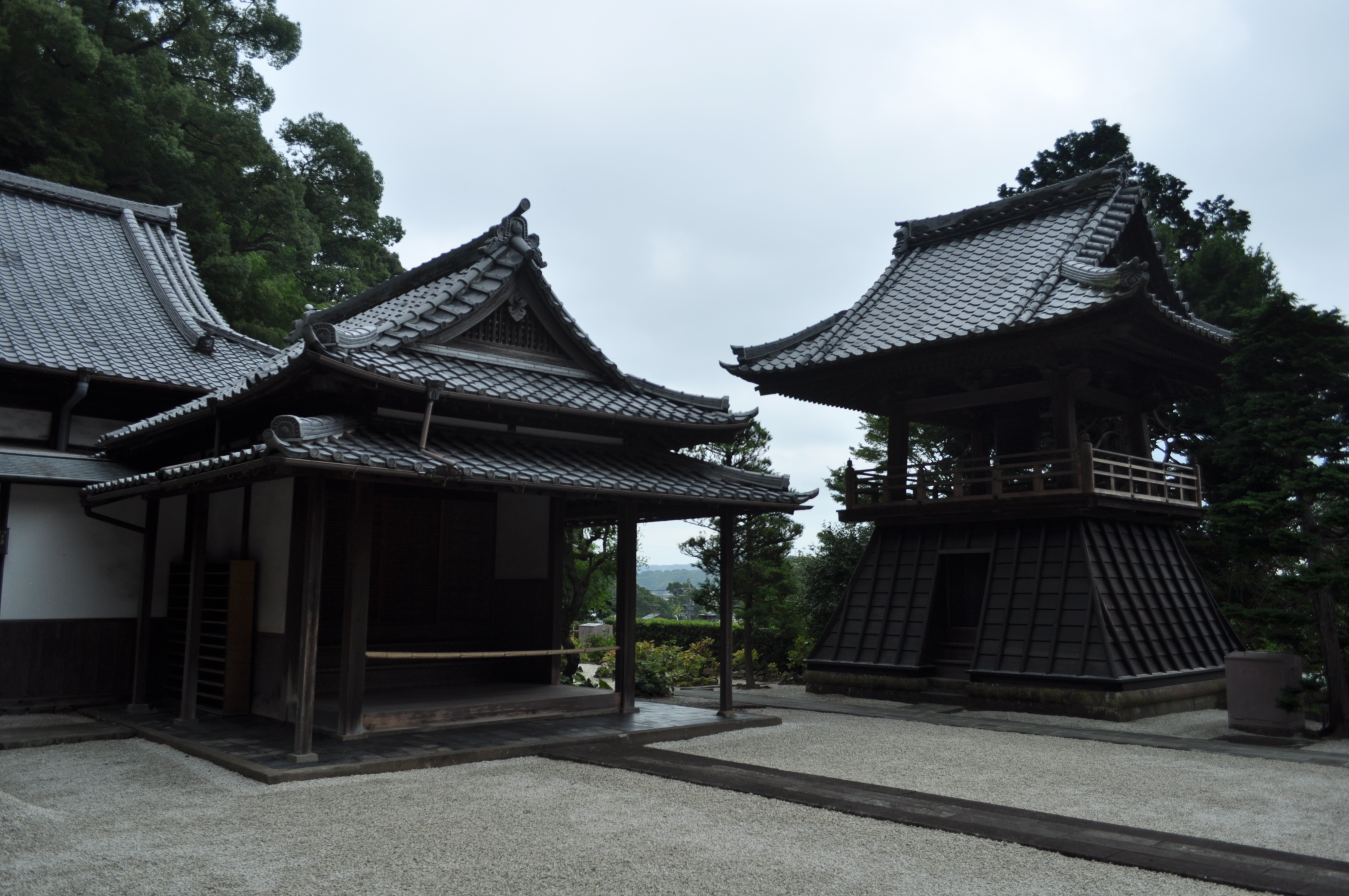
西側より大書院と鐘楼を見る
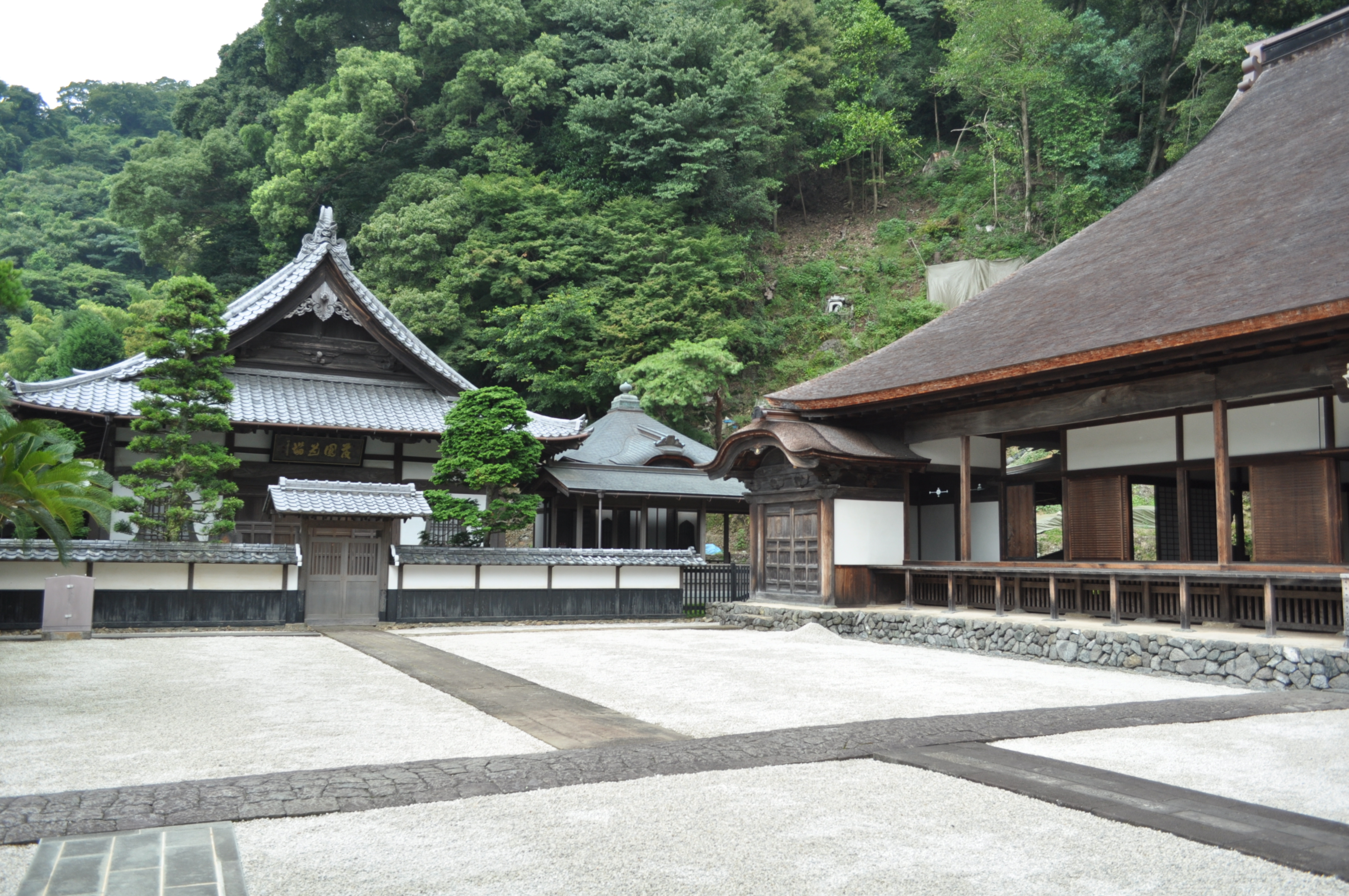
東側より本堂と座禅堂を見る
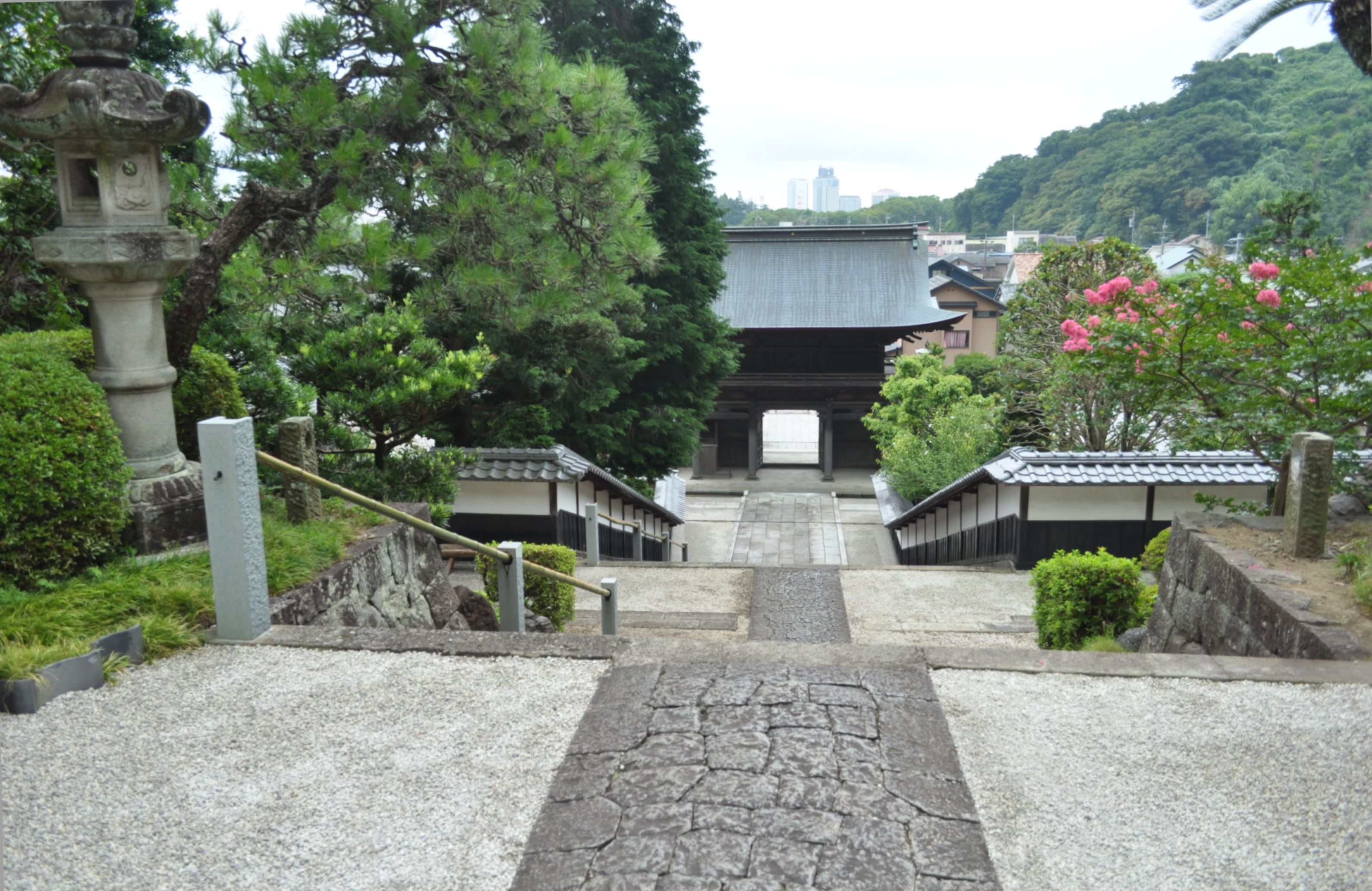
本堂前より遠く静岡市街を望む
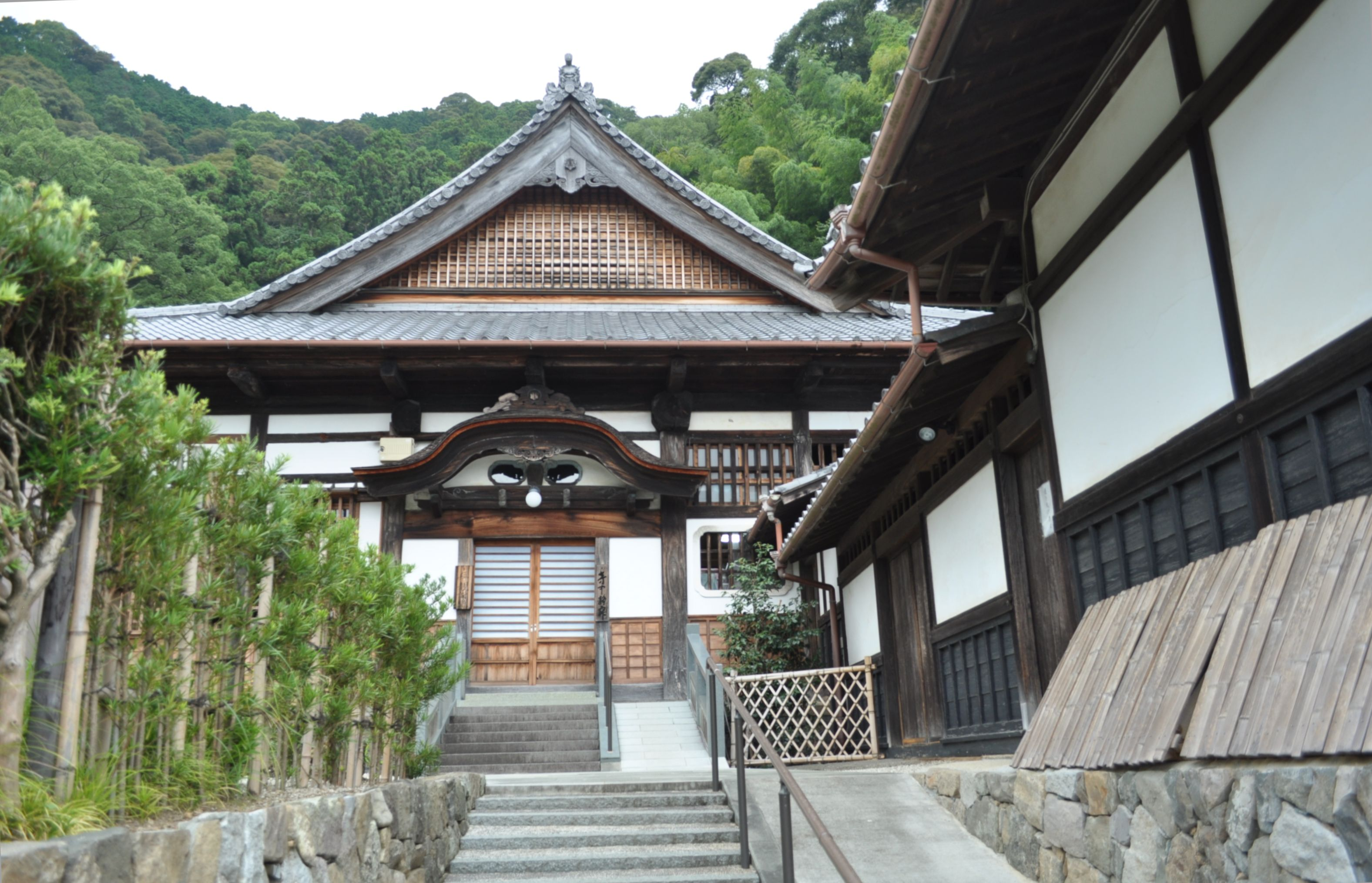
山門の東側にある修行道場を見る
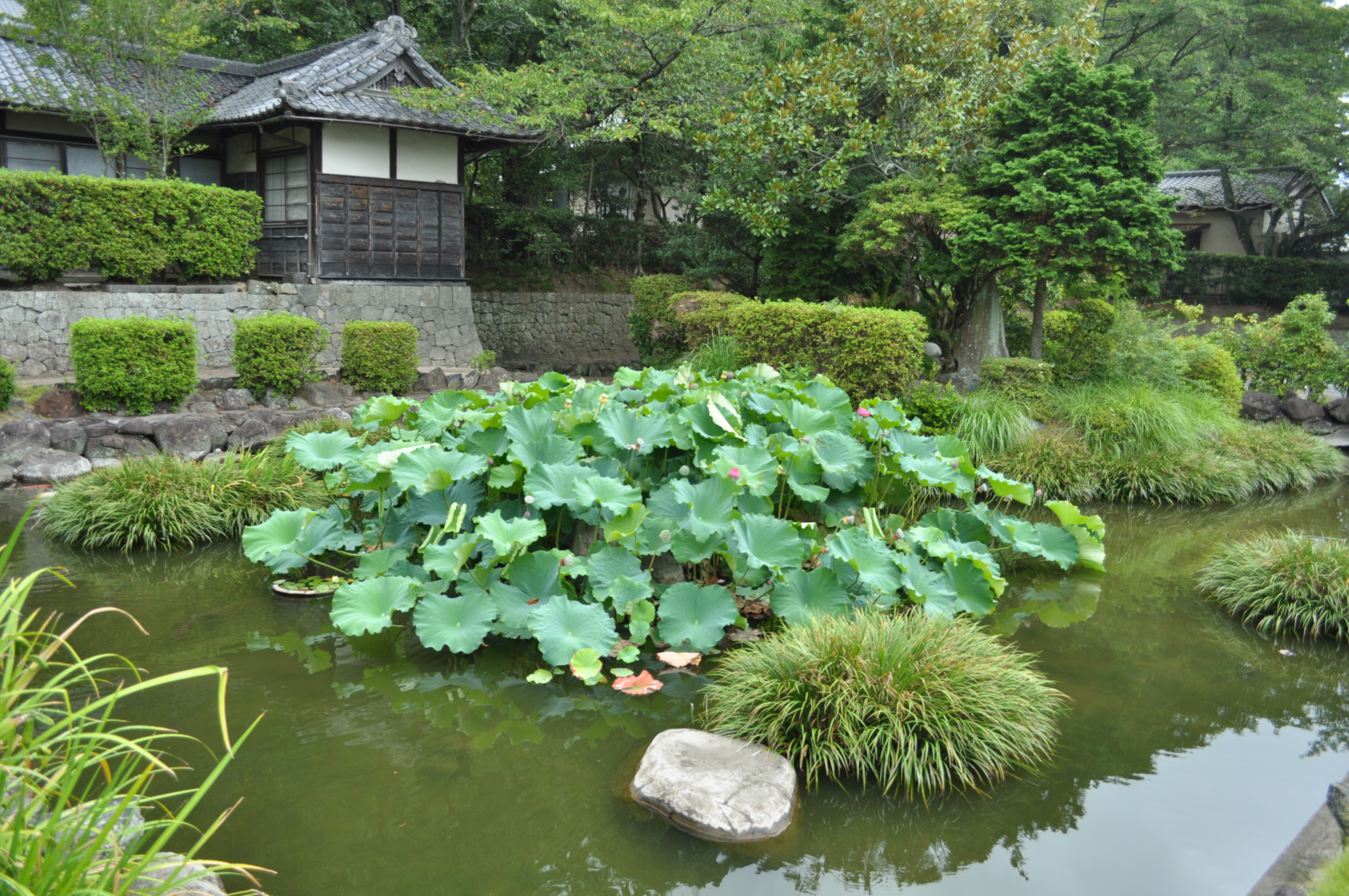
山門の東側にある庭園を見る
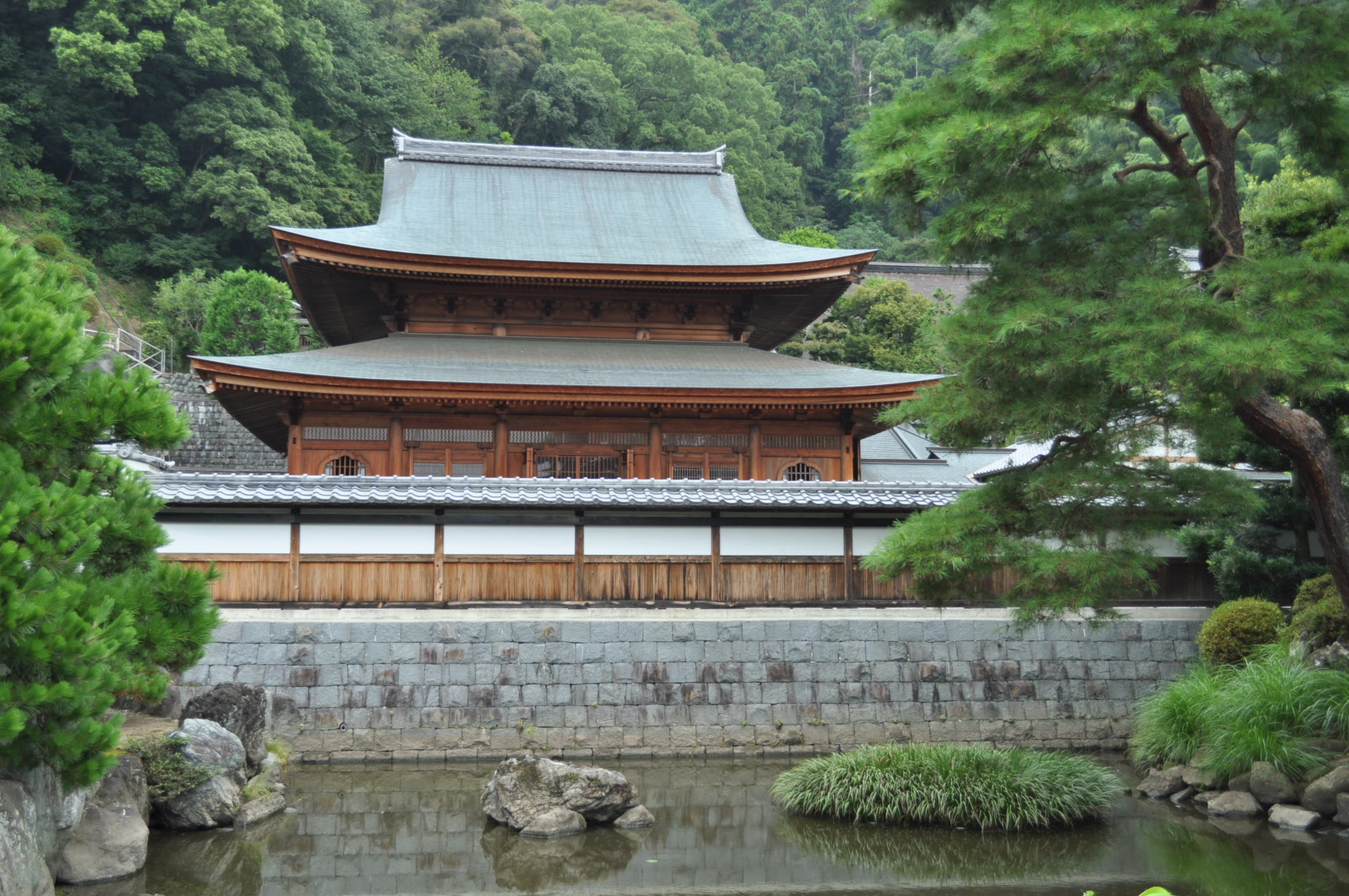
山門の西側にある新仏殿を見る
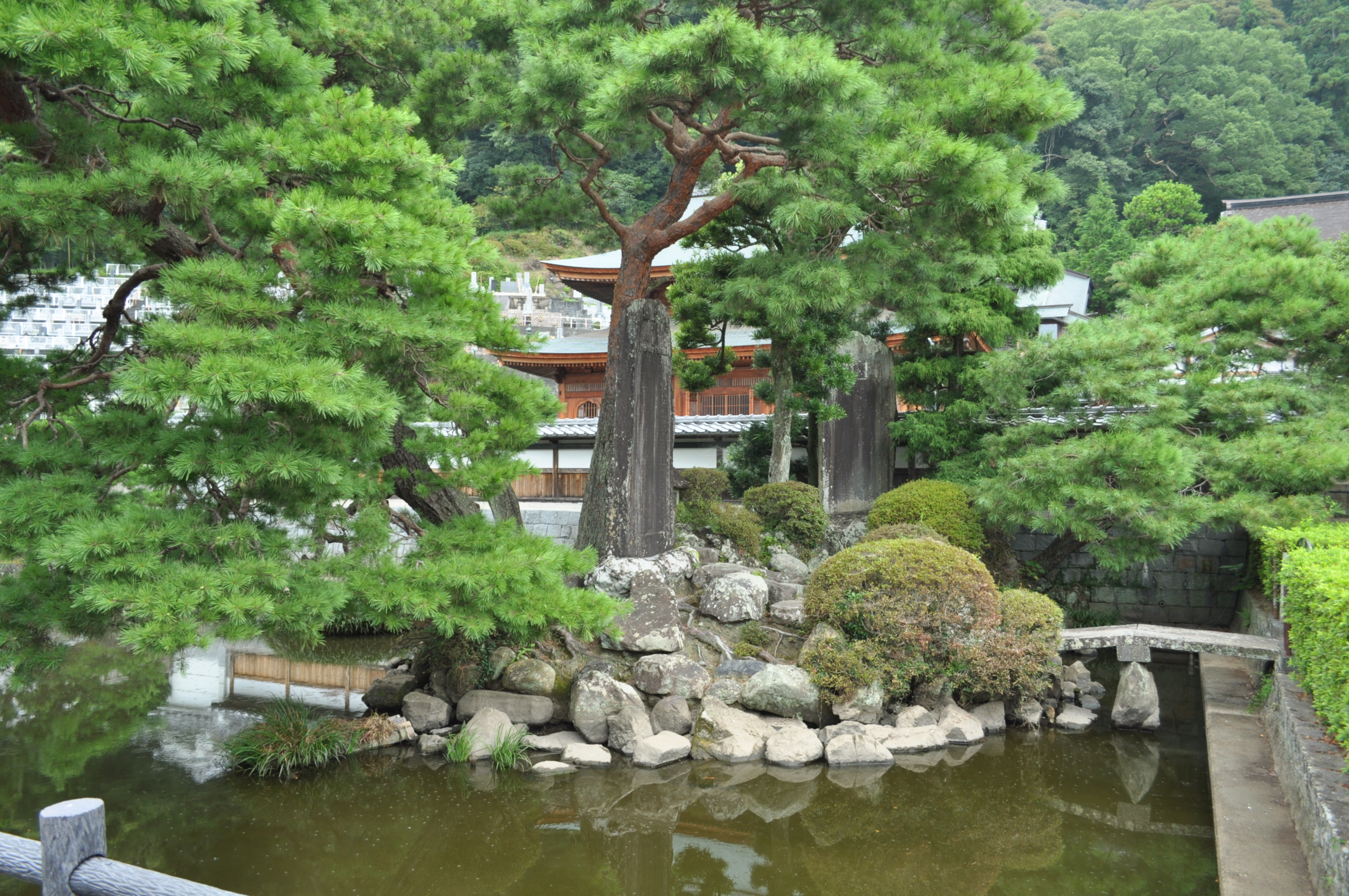
山門の西側にある庭園を見る